# André Bovon
André Bovon (* 16. März 1902 in Vevey; † 3. März 1971 in Lausanne) war ein Schweizer evangelischer Geistlicher.

## Leben

### Familie
André Bovon war der Sohn des Bankangestellten Gustave Bovon und dessen Ehefrau Berthe (geb. Taverney).
Er war mit Hélène, Tochter des Weinbauern Ernest Mayor.

### Werdegang
André Bovon immatrikulierte sich 1920 an der Universität Lausanne und studierte bis 1924 Theologie.
Von 1926 bis 1933 war er Pfarrer in Le Sentier, von 1934 bis 1954 an der Pfarrei Saint-Laurent in Lausanne und von 1954 bis 1966 in Echallens.
Er war von 1942 bis 1970 Mitglied des Synodalrats, hierbei von 1966 bis 1970 ständiges Mitglied, und präsidierte drei Mal.
Während des Zweiten Weltkriegs war er von 1939 bis 1945 Feldprediger im Rang eines Hauptmanns.

### Berufliches und Geistliches Wirken
Er war 1966 wesentlich beteiligt an der Fusion der Waadtländer Landeskirche mit der Freien evangelischen Kirche zur reformierten Kantonalkirche Église Évangélique Réformée du canton de Vaud und am Gesetz von 1970, das den Katholiken einen gleichwertigen Status einräumte.
Als einflussreiche Persönlichkeit spielte er im Waadtländer und Schweizer Protestantismus der Nachkriegsjahre eine wichtige Rolle. 

## Schriften (Auswahl)
- Le Ministère de la Réconciliation: sermon de prêché en la Cathédrale de Lausanne le 31 oct. 1944 pour l'Oeuverture du Synode et la Consécration. Lausanne: Fluckiger et Cie, 1944.